# Gastrodia surcula
Gastrodia surcula är en orkidéart som beskrevs av David Lloyd Jones. Gastrodia surcula ingår i släktet Gastrodia och familjen orkidéer.
Artens utbredningsområde är New South Wales. Inga underarter finns listade i Catalogue of Life.